# Gerd Knoblauch
Gerd Knoblauch (* 3. April 1954) ist ein ehemaliger deutscher Fußballtorwart. 

## Karriere
Gerd Knoblauch spielte als Jugendlicher bei den Stuttgarter Kickers. Am 27. November 1971 gab er im Alter von 17 Jahren sein Debüt in der ersten Mannschaft des Vereins. Insgesamt absolvierte er in dieser Spielzeit fünf weitere Spiele in der Regionalliga Süd.